# Жіноча юніорська збірна Словаччини з хокею із шайбою
Жіноча юніорська збірна Словаччини з хокею із шайбою — національна жіноча юніорська збірна з хокею із шайбою, яка представляє Словаччину на міжнародних змаганнях. Утворена у 1994 році. Контроль і організацію здійснює Словацький союз льодового хокею (СЗЛХ).

## Виступи на чемпіонатах світу
| Рік  | І  | В  | П  | Н | ШЗ | ШП | О  | Місце                 |
| ---- | -- | -- | -- | - | -- | -- | -- | --------------------- |
| 2009 | 4  | 2  | 2* | 0 | 11 | 14 | 7  | 3 місце (Дивізіон І)  |
| 2010 | 5  | 3  | 2  | 0 | 17 | 9  | 9  | 3 місце (Дивізіон І)  |
| 2011 | 5  | 4  | 1  | 0 | 19 | 11 | 12 | 2 місце (Дивізіон І)  |
| 2012 | 5  | 0  | 5  | 0 | 5  | 29 | 0  | 6 місце (Дивізіон І)  |
| 2013 | 10 | 5  | 5  | 0 | 35 | 23 | 15 | 5 місце (Дивізіон І)  |
| 2014 | 5  | 1  | 4* | 0 | 7  | 10 | 4  | 5 місце (Дивізіон І)  |
| 2015 | 5  | 2  | 3* | 0 | 18 | 24 | 7  | 3 місце (Дивізіон І)  |
| 2016 | 5  | 3  | 2* | 0 | 18 | 9  | 10 | 3 місце (Дивізіон І)  |
| 2017 | 5  | 4  | 1  | 0 | 17 | 6  | 12 | 2 місце (Дивізіон ІА) |
| 2018 | 5  | 4  | 1  | 0 | 18 | 11 | 11 | 2 місце (Дивізіон ІА) |
| 2019 | 5  | 4  | 1  | 0 | 14 | 9  | 12 | 1 місце (Дивізіон ІА) |
| 2020 | 5  | 1^ | 4  | 0 | 8  | 17 | 2  | 8 місце               |
| 2022 | 5  | 1  | 4  | 0 | 9  | 23 | 3  | 6 місце               |
| 2023 | 5  | 2  | 3  | 0 | 17 | 20 | 6  | 6 місце               |
| 2024 | 5  | 1^ | 4  | 0 | 7  | 20 | 2  | 6 місце               |
| 2025 | 5  | 1  | 4  | 0 | 14 | 27 | 3  | 7 місце               |

*Включає в себе поразку в додатковий час

^Включає в себе перемогу в додатковий час